# Abus sexuels dans l'Église catholique aux Philippines
Pour un article plus général, voir Abus sexuels sur mineurs dans l'Église catholique.
Les abus sexuels dans l'Église catholique aux Philippines désignent des agressions sexuelles de mineurs et majeurs, commises au sein de l'Église catholique aux Philippines par certains de ses clercs et agents pastoraux.

## Historique
Bien que les Philippines soit catholique à 80 %, il existe peu de plaintes pour abus sexuels commis par des membres de l'Église catholique aux Philippines.  Cette situation est due à la honte des victimes et à l’image particulièrement valorisée des hommes d’Église (comme d’autres professions d’autorité, tels les politiques ou les militaires). Pour Gabriel Dy-Liacco, psychothérapeute et membre des deux commissions pontificales successives pour la protection des mineurs : « Aux Philippines, le prêtre est au sommet de la hiérarchie sociale et tout lui est dû », il est « vénéré à tort comme au-dessus des lois »,.
En 2002, la Conférence nationale des évêques aux Philippines a reconnu « des cas de graves comportements sexuels déviants ». Un archevêque estime alors que 200 des 7 000 prêtres aux Philippines sont susceptibles d'avoir commis une « forme d’inconduite sexuelle ». 
Buenaventura Famadico (en), évêque de San Pablo, a pris en 2020 des mesures significatives pour lutter contre les mauvaises conduites du clergé en créant le Bureau de réception des rapports relatifs aux abus sexuels commis par le clergé et les religieux. Cette initiative répond en partie au document du pape François de 2019 Vos estis lux mundi, qui détermine de nouvelles normes procédurales pour le traitement des cas d’abus sexuels dans l’Église. Buenaventura Famadico a souligné que le diocèse s'engage à garantir une stricte confidentialité et à encourager les victimes à signaler les crimes sans crainte. Il a reconnu la douloureuse réalité selon laquelle certains membres du clergé ont provoqué scandale et désespoir, s'engageant à respecter ses responsabilités conformément aux directives papales.
L’archevêque émérite à la retraite Oscar Cruz (en) assure la responsabilité d'un tribunal qui traite de l’annulation des mariages catholiques mais aussi des cas agressions sexuelles commis par des prêtres et des affaires de prêtres-pères. En 2016, ce tribunal a examiné 14 cas de pédophilie, mais pour Oscar Cruz : « D’après mon expérience, il y a plus de cas de pédophilie. Plus que cela »,.
En 2019, l’évêque Pablo Virgilio David réfute les accusations selon lesquelles l’Église catholique aurait dissimulé des cas d’abus. Il appelle les catholiques à ne pas rester silencieux quand ils ont connaissance de tels faits.
En 2025, l'organisation américaine BishopAccountability.org mentionne 82 prêtres et religieux accusés d’abus sexuels sur des mineurs, or au moins sept de ces prêtres continuent de travailler dans des paroisses des Philippines. Elle considère que nombre d’évêques philippins s'estiment dans leur droit de dissimuler des informations sur les abus commis par des prêtres. Une responsable de l'organisation indique : « Les évêques philippins se permettent de garder le silence. Ils estiment avoir le droit de dissimuler des informations sur les violences sexuelles contre les mineurs. Ils s’autorisent à défendre des prêtres accusés »,.

## Chronologie d'affaires
Rodrigo Duterte, président des Philippines de 2016 à 2022, affirme avoir subi les attouchements d’un prêtre quand il était lycéen à Davao. Il dénonce un Américain , Paul Falvey. D'autres agressions de sa part après avoir rejoint les États-Unis feront l’objet d'accords financiers entre les jésuites et neuf victimes américaines,.
Le prêtre Arnel Lagarejos est inculpé en 2017, après la plainte pénale déposée par la mère d'une enfant de 13 ans qu’il a amenée dans un motel de la ville de Marikina,. 
En 2018, Kenneth Bernard Hendricks, prêtre américain, est arrêté dans l'île de Biliran où il travaille depuis 37 ans. Il est accusé d’exploitation sexuelle de garçons philippins de 7 à 12 ans,. En effet, une cinquantaine d'enfants de Biliran ont déposé des témoignages auprès de la justice américaine, visé par un mandat d'arrêt, Kenneth Bernard Hendricks est extradé vers les États-Unis.

## À voir